# Isthmios (Sohn des Glaukos)
Isthmios (altgriechisch Ἴσθμιος Ísthmios) ist in der griechischen Mythologie König von Messenien aus dem Geschlecht der Aipytiden.
Isthmios ist der Sohn des Glaukos, der in Messenien den Kult des Machaon einrichtete. Er errichtete in Pharai das Heiligtum für die Söhne des Machaon, die Heilheroen Gorgasos und Nikomachos. Sein Sohn ist Dotadas, der den Hafen von Mothone erbauen ließ.